# Thornton (Colorado)
Thornton is een plaats (city) in de Amerikaanse staat Colorado, en valt bestuurlijk gezien onder Adams County en Weld County.

## Demografie
Bij de volkstelling in 2000 werd het aantal inwoners vastgesteld op 82.384.
In 2006 is het aantal inwoners door het United States Census Bureau geschat op 109.155, een stijging van 26771 (32.5%).

## Geografie
Volgens het United States Census Bureau beslaat de plaats een oppervlakte van
70,5 km², waarvan 69,6 km² land en 0,9 km² water.

## Plaatsen in de nabije omgeving
De onderstaande figuur toont nabijgelegen plaatsen in een straal van 8 km rond Thornton.